# Aguanga
Aguanga ist ein Census-designated place im Riverside County im US-Bundesstaat Kalifornien. Der Ort hat 989 Einwohner (Stand: Volkszählung 2020).

## Geografie
Aguanga befindet sich im Südwesten des Riverside Countys in Kalifornien am Treffpunkt von California State Route 79 und 371, also an der ehemaligen Butterfield Overland Mail Route. In westlicher Richtung liegt die Großstadt Temecula 27 Kilometer entfernt, im Süden befindet sich der Cleveland National Forest. Die Luftliniendistanz von Aguanga zum dortigen Palomar-Observatorium beträgt 9,5 Kilometer. Aguanga grenzt an das San Diego County.
Mit 1128 Einwohnern (Stand der Volkszählung 2010) und einer Fläche von ungefähr 35,2 km², die sich vollständig aus Land zusammensetzt, beträgt die Bevölkerungsdichte nur 32 Einwohner pro Quadratkilometer. Das Ortszentrum liegt auf einer Höhe von 649 Metern.

## Geschichte
Seinen Namen verdankt der Ort einem früheren Indianerdorf der Luiseño namens awáanga, was auf Deutsch „Hundeplatz“ bedeutet. Im Jahr 1858 gründete die Butterfield Overland Mail etwa drei Kilometer westlich vom heutigen Postamt des Ortes die Tejungo Station. Das Holzgebäude entstand in einem Waldstück etwas entfernt von der Strecke. Später wurde die Siedlung nach dem nahen Indianerdorf in Aguanga Station umbenannt.
Joseph R. West schrieb 1861 in einem Bericht, dass die mittlerweile geschlossene Station nun nach ihrem deutschen Besitzer Joseph Giftaler Giftaler's Ranch hieß. Eine Karte aus Zeiten des Sezessionskriegs bezeichnet die Siedlung als Dutchman's. Im Jahr 1863 entstand hier der Stützpunkt Camp Giftaler Ranch an der Route, die die Truppen der Union Army auf ihrem Weg ins Arizona-Territorium nahmen.
1864 erwarb der deutsche Immigrant Jacob Bergman Giftaler's Ranch. Die alte Haltestation befindet sich heute an der California State Route 79 in Aguanga. Die Überreste des Gebäudes lassen sich noch heute finden.

## Politik
Aguanga ist Teil des 28. Distrikts im Senat von Kalifornien, der momentan vom Demokraten Ted W. Lieu vertreten wird. In der California State Assembly ist der Ort dem 71. Distrikt zugeordnet und wird somit vom Republikaner Brian Jones vertreten. Auf Bundesebene gehört Aguanga Kaliforniens 42. Kongresswahlbezirk an, der einen Cook Partisan Voting Index von R+10 hat und vom Republikaner Ken Calvert vertreten wird.